# Tulumello
I Tulumello sono una famiglia nobile italiana.
(Leonardo Sciascia, Le parrocchie di Regalpetra)

## Storia
La famiglia è da considerarsi di origine napoletana: secondo il Gravina, di progenie quasi di casa reale di Napoli.
Tra i membri della famiglia si ebbero un Michele, barone della Manfredonia nel 1520, ed un Corrado, magistrato nel 1632.
Nel XVIII secolo, un Pietro Luigi si recò a Girgenti di cui fu valente magistrato; quel ramo si spostò dunque nella cittadina di Racalmuto.
In questo luogo, la famiglia si distinse nell’apertura delle miniere di zolfo: particolarmente munifiche furono la solfara Gibellini e la solfara Pietre Bianche; gran parte delle miniere furono date in gabella alla prestigiosa ditta Florio.
In Sicilia, la famiglia assunse la baronia di Gibellini, ceduta dal Principe di Ficarazzi, Giulio Giardina Grimaldi, al vicario foraneo Nicolò Tulumello, il quale investì a sua volta del titolo il nipote Giuseppe Saverio (1797 - 1858) in data 7 giugno 1809.

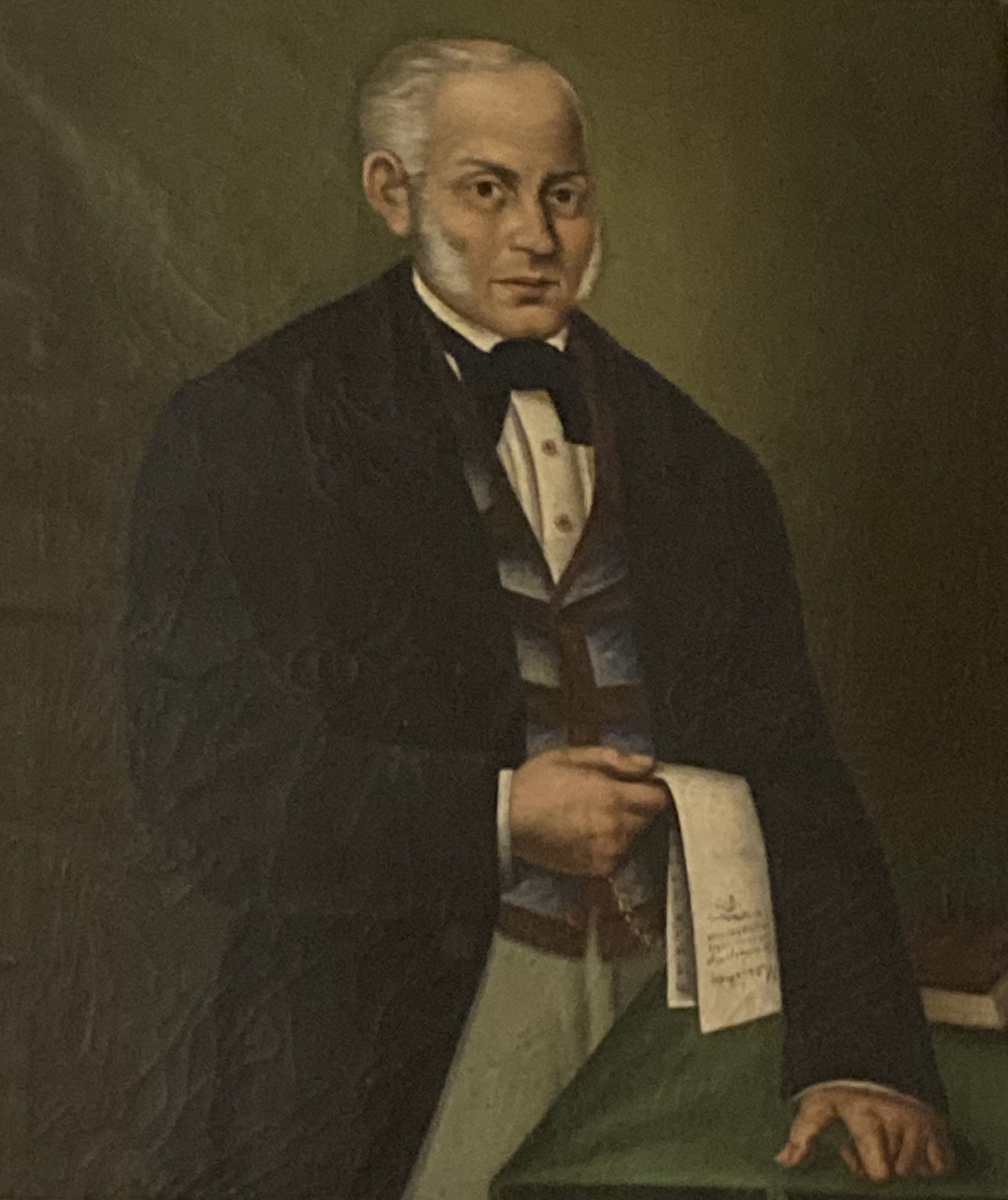
Ritratto di Giuseppe Saverio Tulumello

Questi era stato battezzato, nella cappella di famiglia, dal vescovo di Girgenti, don Saverio Granata, da cui trasse appunto il nome. Sposò Maria Grazia Licata, zia del principe di Baucina Biagio, il 29 dicembre 1819.
Costruì, a sue spese, il collegio di Maria del paese affinché vi fossero istruite le educande.
Alla morte di costui, la discendenza proseguì con il fratello Luigi (1781 - 1822), e quindi con il figlio di lui Giuseppe (1816 - 1869).

A sua volta, egli sposò la ricca Mariangela Messana (1820 - 1898), la quale dopo la morte del marito fu filantropa, commissionando il restauro di molte chiese locali ed effettuando copiosa beneficenza. 

Luigi Tulumello, il "barone grande", in un'immagine del 1885 di Giuseppe Incorpora, fotografo ufficiale della Real Casa

Primogenito della coppia fu Luigi (1850 - 1909), detto appunto il "barone grande": sindaco di Racalmuto per diciannove anni quasi ininterrotti, dal 1889 al 1907, fu un giurista oltre che poeta e coltivatore di interessi storiografici; inoltre, intrattenne rapporti di amicizia con molti intellettuali dell'epoca tra cui anche Giuseppe Pipitone Federico.
(Leonardo Sciascia, "Le parrocchie di Regalpetra")
Costui ebbe fratello Nicolò Vincenzo (1855 - ?), il quale sposò la nobile palermitana Caterina Stratigò di Galassi, di cui assunse i titoli maritali nomine. Tra gli altri fratelli Arcangelo, anch'egli sindaco di Racalmuto, e Salvatore, magistrato.
Essendosi estinta con questi la linea maschile, titoli ed onori passarono al ramo del cugino Luigi (1874 - 1944). Negli anni ‘30 del Novecento, questi donò al Museo civico agrigentino l’amigdala di Realmonte, un reperto preistorico di grande valore archeologico.

### Il rapporto con Leonardo Sciascia
Costui ebbe figlio Giuseppe (1919 - 2004), intimo amico dello scrittore Leonardo Sciascia, che successivamente ne tratteggiò un ritratto nelle sue “Parrocchie di Regalpetra”.

Giuseppe Tulumello (1919 - 2004) in età giovanile

L’amicizia, consolidata dalla comune frequentazione del teatro “Regina Margherita”, allora adibito a cinematografo, proseguì con un nutrito scambio epistolare anche dopo il trasferimento dello scrittore a Caltanissetta, nel 1935.
Tanto che fu lo stesso Sciascia a volerlo presente, nel 1979, nell’intervista che tenne a Marcelle Padovani e che fu poi pubblicata con il titolo “La Sicilia come metafora”.
Giuseppe sposò Ida Matrona, famiglia che in precedenza fu rivale ai Tulumello. La coppia ebbe figli Luigi, Clotilde e Pietro.

## Arma
Stemma della famiglia: Partito: il primo d'azzurro, al giglio d’oro; il secondo palato di rosso e d'oro.
Lo stemma accoglie un giglio d'oro su fondo azzurro, che la tradizione vuole revocare la discendenza dalla Casa di Borbone. I tre pali rossi su sfondo oro, propri della Casa d'Aragona, furono aggiunti all'arrivo in Napoli, il cui sovrano Alfonso ne concesse beneficio.

## Curiosità
- Lo scrittore Leonardo Sciascia parla della famiglia nella quasi totalità delle sue opere, seppure non citandola direttamente poiché ancora influente quando egli operava.[9] Esempi di questo tipo si ritrovano in Il signor T protegge il paese[10], Il mare colore del vino, Le parrocchie di Regalpetra[11], Il giorno della civetta[12], Nero su nero e molti altri.
- La famiglia compì molta beneficenza, pagando di proprie spese gli studi di giovani capaci e meritevoli; tra questi, lo storico Nicolò Tinebra Martorana.